# Потсдамско споразумение
Потсдамското споразумение е споразумение, подписано в Потсдам между Съветския съюз, Съединените щати и Великобритания на 2 август 1945 година като заключителен документ на Потсдамската конференция.
Споразумението между основните Съюзници във Втората световна война, предхождайки официалните мирни договори, урежда съвместните действия на трите страни към следвоенното устройство на Европа – промените на граници, окупацията, демилитаризацията и възстановяването на Германия, изселването на немско население, репарациите и преследването на военнопрестъпници.